# Box-Weltcup 2002
Die 9. Wettkämpfe der Herren des Box-Weltcups wurden vom 3. bis zum 8. Juni in der kasachischen Hauptstadt Astana ausgetragen.

## Medaillengewinner
| Klasse                               | Gold                           | Silber                            | Bronze                                                      |
| Halbfliegengewicht (– 48 Kilogramm)  | Yan Barthelemí Kuba            | Kanat Abutalipow Kasachstan       | Suban Punnon Thailand Alexander Afanassjew Russland         |
| Fliegengewicht (– 51 Kilogramm)      | Berik Äbdirachmanow Kasachstan | Yankiel León Kuba                 | Bata-Munka Wankejeu Russland Somjit Jongjohor Thailand      |
| Bantamgewicht (– 54 Kilogramm)       | Guillermo Rigondeaux Kuba      | Tolen Kanatow Kasachstan          | Chotipat Wongprates Thailand Maxim Chalikow Russland        |
| Federgewicht (– 57 Kilogramm)        | Galib Dschafarow Kasachstan    | Rencise Perez Kuba                | Alexej Schajdulin Russland Sutilhisak Samaksaman Thailand   |
| Leichtgewicht (– 60 Kilogramm)       | Ruslan Mussinow Kasachstan     | Mario Kindelán Kuba               | Wjatscheslaw Wlassow Russland Somluck Kamsing Thailand      |
| Halbweltergewicht (– 63,5 Kilogramm) | Ruslan Mussinow Kasachstan     | Estenio Gutierrez Kuba            | Manus Boonjumnong Thailand Nurschan Karimschanow Kasachstan |
| Weltergewicht (– 67 Kilogramm)       | Yudel Johnson Kuba             | Sergei Rytschko Kasachstan        | Non Boonjumnong Thailand Wjatscheslaw Tschikow Russland     |
| Halbmittelgewicht (– 71 Kilogramm)   | Gennadi Golowkin Kasachstan    | Damián Austin Kuba                | Andrei Balanow Russland Waiyavit Narerak Thailand           |
| Mittelgewicht (– 75 Kilogramm)       | Yordanis Despaigne Kuba        | Baurschan Kairmenow Kasachstan    | Somebai Chimlum Thailand Andrei Gogolew Russland            |
| Halbschwergewicht (– 81 Kilogramm)   | Yohanson Martinez Kuba         | Olschas Orasalijew Kasachstan     | Gayratjon Ahmedov Thailand Roman Romantschuk Russland       |
| Schwergewicht (- 91 Kilogramm)       | Odlanier Solís Kuba            | Pawel Storoschuk Kasachstan       | Nozimjan Azimov Thailand Igor Alborow Russland              |
| Superschwergewicht (+ 91 Kilogramm)  | Michel López Kuba              | Muchtarchan Dildäbekow Kasachstan | Lazizbek Zokirov Thailand Andrei Derewzow Russland          |

## Medaillenspiegel
| Rang | Land       | Gold | Silber | Bronze | Gesamt |
| ---- | ---------- | ---- | ------ | ------ | ------ |
| 1    | Kuba       | 7    | 5      | 0      | 12     |
| 2    | Kasachstan | 5    | 7      | 1      | 13     |
| 3    | Thailand   | 0    | 0      | 12     | 12     |
| 4    | Russland   | 0    | 0      | 11     | 11     |
|      | Gesamt     | 12   | 12     | 24     | 48     |